# Muhamet Hyseni
Muhamet Hyseni (ur. 6 lutego 2001) – kosowski piłkarz, grający na pozycji napastnika. W sezonie 2021/2022 zawodnik FC Malisheva. Młodzieżowo reprezentował kraj. 

## Kariera klubowa

### Początki i KF Llapi Podujevo (2018–2021)
Zaczynał karierę w KF Kurda.
9 stycznia 2018 roku trafił do KF Llapi Podujevo. W tym klubie zadebiutował 2 maja w meczu przeciwko KF Drenica Srbica, wygranym 1:0, grając 5 minut. Pierwszego gola strzelił 18 października 2019 roku w meczu przeciwko KF Trepça’89 Mitrowica, wygranym 4:1. Do siatki trafił w 88. minucie. Pierwszą asystę zaliczył 9 listopada w meczu przeciwko FC Prishtina, przegranym 1:4. Asystował przy golu w 75. minucie. Z Llapi zdobył puchar kraju w sezonie 2020/2021, grając wszystkie mecze i strzelając gola. Łącznie w Llapi zagrał 37 meczów, strzelił 5 goli i zanotował 4 asysty.

### FC Malisheva (2021–)
1 lipca 2021 roku został zawodnikiem FC Malisheva. W tym klubie zadebiutował 22 sierpnia w meczu przeciwko FC Prishtina, zremisowanym 1:1, grając cały mecz. Pierwszą asystę zaliczył 6 dni później, w meczu przeciwko KF Ulpiana Lipljan, wygranym 1:3. Asystował przy golu w 30. minucie. Pierwszego gola strzelił 28 listopada w meczu przeciwko KF Drenica Srbica, wygranym 2:0. Gola strzelił w piątej minucie doliczonego czasu pierwszej połowy. Łącznie do 29 stycznia 2022 roku w Malishevie zagrał 9 meczów, strzelił gola i miał asystę.

## Kariera reprezentacyjna
W kadrze U-17 zagrał jeden mecz.
Natomiast w reprezentacji U-19 zagrał dwa spotkania.